# Скиповий
Ски́повий — залізничний колійний пост Луганської дирекції Донецької залізниці.
Розташований на заході міста Боково-Хрустальне, Краснолуцька міська рада, Луганської області на лінії Штерівка — Янівський між станціями Браунівка (3 км) та Янівський (4 км).
Через військову агресію Росії на сході України транспортне сполучення припинене.